# Château de Maillot
 (janvier 2012).
Si vous disposez d'ouvrages ou d'articles de référence ou si vous connaissez des sites web de qualité traitant du thème abordé ici, merci de compléter l'article en donnant les références utiles à sa vérifiabilité et en les liant à la section « Notes et références ».
Le château de Maillot est un château du XIXe siècle situé dans la commune de Levier dans le département français du Doubs, en Franche-Comté.

## Localisation
L’actuel château de Maillot, dont la construction est datée du XIXe siècle, est situé en pleine forêt aux Granges-Maillot, commune indépendante jusqu'en 1974.
Granges-Maillot se trouve à 5 kilomètres de Levier et à 28 kilomètres de Pontarlier dans le département du Doubs en Franche-Comté.

## Histoire

### Précédentes constructions
Un château est déjà mentionné à proximité au Xe siècle (construit sur la butte au-dessus de la ferme actuelle de Gros Maillot) et permettant de contrôler la seule route menant du Val-d'Usiers au plateau de Chantrans.
Construit sur le site au XIIe siècle, Le château est détruit par le général d’Amboise en 1480 puis reconstruit, en 1516, pour Jean de Scey. Il est à nouveau détruit dans un incendie en 1773. Ses matériaux, dispersés au XIXe siècle, servent à la construction de plusieurs maisons dans les communes alentour.
Son propriétaire, Pierre-Georges de Scey, émigre entre 1792. Ses biens sont confisqués et il rentre en France en 1796. Il vend le terrain en 1811 à Louis Prost, un riche négociant strasbourgeois. Lors de l’établissement du cadastre napoléonien, en 1817, le domaine représente l’équivalent de 802 hectares soit près de 91 % de la superficie du territoire de la commune.
En 1825, Prost vend la propriété à deux maîtres de forges, Vautherin et Vuillier, associés originaires de Lods.

### Château actuel
En 1857, le marquis de Saint-Mauris, propriétaire du domaine depuis 1846, entreprend, sur les plans de l’architecte Parent, la construction d’un nouvel édifice sur le versant sud du site. Cette demeure ne portera pourtant pas le nom de son commanditaire. Une trace du marquis subsiste cependant, le chemin qui menait à ce nouveau château était alors appelé chemin du Château Saint-Mauris et est devenu, même si l’orthographe est différente, la rue du Château Maurice.
Le château est acquis par le René de Moustier en 1906. Le nouveau propriétaire lance, entre 1922 et 1932, une importante campagne de travaux d’embellissement destinée à gommer l’aspect austère de la maison. En 1933, le domaine et le château sont transmis, par alliance, à la famille de la Rochefoucauld, son propriétaire actuel.
En 1944, un maquis est créé dans les bois de Maillot,. De nombreux parachutages ont eu lieu sur les sommets, les anfractuosités du relief permettant de cacher facilement armes, munitions et matériels divers. Un panonceau « Mémorial FFI » sur une pierre dressée devant l’entrée du château rappelle ces évènements.
Le château tient lieu de mairie à la commune des Granges-Maillot jusqu'à son rattachement à Levier en 1974. L'école privée – financée par la famille de Moustier – était abritée sous son toit de 1920 à 1936 et de 1945 à 1953.

## Galerie

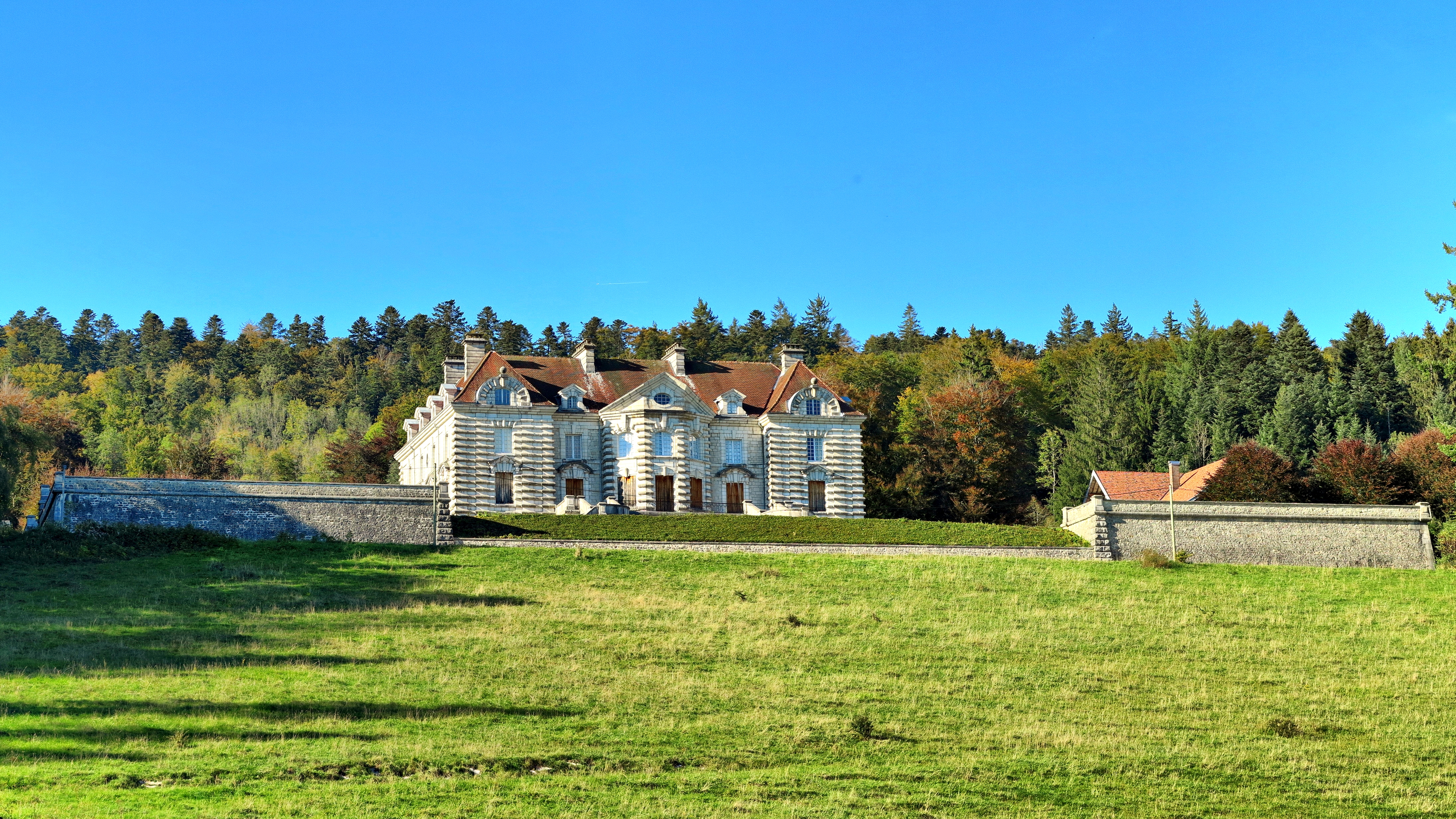
Façade sud-est du château.

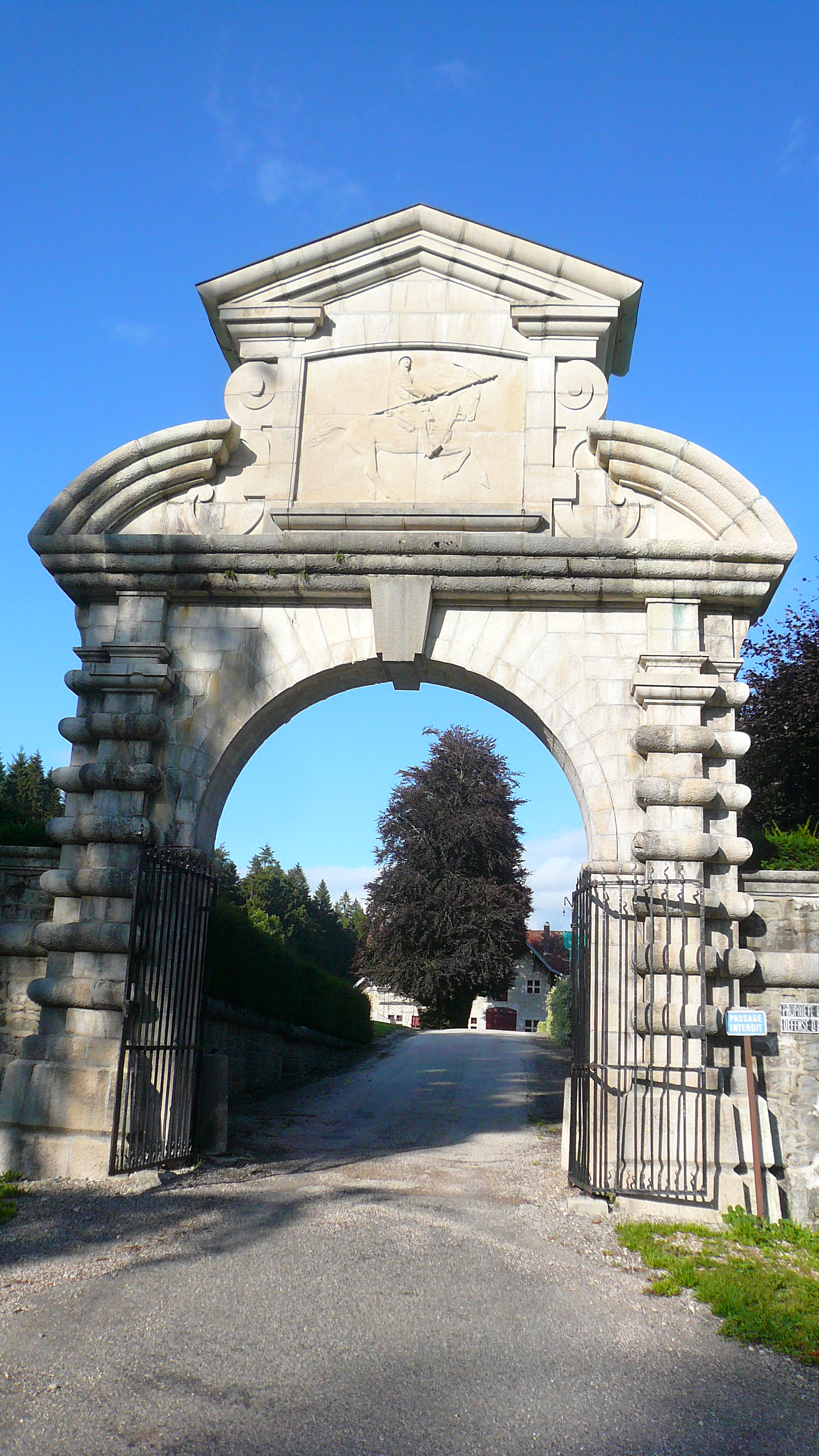
Le portail principal.